# Die Bestimmung – Tödliche Wahrheit
Die Bestimmung – Tödliche Wahrheit (Originaltitel: Insurgent) ist der zweite Band der dreiteiligen Die-Bestimmung-Romanreihe von Veronica Roth, der im Mai 2012 veröffentlicht wurde.
Die Handlung knüpft direkt an die des Vorgängers Die Bestimmung an und wird in Die Bestimmung – Letzte Entscheidung abgeschlossen.

## Handlung
Tris, Tobias, Caleb, Peter und Marcus erreichen die Fraktion Amite, wo sie auf mehrere Überlebende der Fraktion Altruan treffen. Die Amite erklären ihr Hauptquartier zu einer Friedenszone, in der Mitglieder aller Fraktionen einen sicheren Unterschlupf finden.
Der Frieden hält aber nur kurz an, denn schon bald erreichen Mitglieder der Ferox und Ken das Lager, um die geflüchteten Altruan zu suchen. Tris, Tobias und Caleb können entkommen und flüchten mit dem Zug, in dem sie auf Fraktionslose treffen. Diese sind überraschenderweise organisiert und besitzen mehrere Gebäude; in einem davon treffen die Freunde auf die Anführerin der Fraktionslosen Evelyn – Tobias’ Mutter. Diese bittet Tobias, die Ferox davon zu überzeugen, sich den Fraktionslosen anzuschließen.
Kurz darauf verlässt Caleb das Lager, während Tris und Tobias sich auf den Weg zum Hauptquartier der Candor machen.
Noch bevor sie dort ankommen, werden sie aber verhaftet, um dann eine Aussage unter dem Wahrheitsserum zu machen. So gesteht Tobias, dass er die Altruan verließ, um seinem Vater zu entkommen, Tris gesteht, dass sie ihren Freund Will erschießen musste.
Die Candor werden schon bald darauf von einigen Ferox, geführt von Eric, angegriffen. Dabei bekommen sie ein neues Serum implantiert, das erneut bei den Unbestimmten nicht funktioniert. Das Serum bewirkt, dass Jeanine über alle Mitglieder die Kontrolle ohne Zeitbeschränkung haben kann.
In einem geheimen Treffen wählen die verbliebenen Ferox neue Anführer, einer davon ist Tobias. So hat er schließlich genug Einfluss, um die Ferox zu überzeugen, sich den Fraktionslosen anzuschließen, so wie es seine Mutter wollte.
In der Nacht zeigt das neu implantierte Serum erstmals seine Wirkung – mehrere Ferox stürzen sich vom Dach in den Tod.
Tris fühlt sich schuldig, weil Jeanine um die Übergabe der Unbestimmten gebeten hatte, und macht sich darum auf den Weg zu den Ken.
Dort verhandelt Tris mit Jeanine, dass sie sich medizinischen Tests unterziehen würde, solange sie die Ergebnisse erfahren darf. Außerdem trifft sie dort erneut auf ihren Bruder Caleb, der sie und die anderen Freunde nun offensichtlich verraten hat und für Jeanine arbeitet.
Eines Abends trifft Tris auf Tobias, der sie bittet, noch ein wenig auf ihre Rettung zu warten und durchzuhalten.
Tris bekommt von Jeanine ein Serum injiziert; als dieses jedoch nicht funktioniert und Tris das Unvermögen der Ken, sie zu kontrollieren, belacht, beschließt Jeanine, sie am nächsten Tag töten zu lassen.
Durch eine geschickte Manipulation des Todesserums und des EKGs durch Peter, der das Gefühl hat, in Tris’ Schuld zu stehen, weil sie sein Leben gerettet hat, überlebt diese und kann flüchten.
In ihrer alten Altruan-Nachbarschaft trifft sie auf Tobias’ Vater Marcus, der sie davon überzeugt, dass ihre Eltern nicht ohne Grund gestorben seien. Vielmehr hätten diese versucht, bestimmte Informationen zu retten, die von Jeanine gestohlen worden waren. Er will diese Informationen veröffentlichen, und Tris beschließt, ihm zu helfen.
Gemeinsam mit einigen anderen machen sie sich auf den Weg zu den Ken. Nach einigen Kämpfen und einem weiteren Treffen mit Caleb beschließen Marcus und Tris, die Informationen in Jeanines privatem Labor zu suchen.
Dort trifft sie tatsächlich erneut auf Jeanine, die aber bereits von Tori angegriffen wird. Diese will sich für den Tod ihres Bruders, ebenfalls ein Unbestimmter, rächen, und tötet Jeanine schließlich, ohne dass diese Tris irgendwelche Informationen geben konnte.
Tris wird von Tori verhaftet und niemand glaubt ihr, dass es die Informationen von Jeanine gibt. Es stellt sich heraus, dass die Fraktionslosen unter der Führung von Evelyn von Anfang an einen eigenen Plan verfolgt haben. Sie verkündet, dass es eine fraktionslose Zukunft mit neuer Regierung geben wird.
Kurz darauf stellt sich heraus, dass Tobias die Informationen anscheinend doch retten konnte. Ein Video wird abgespielt, in welchem eine Frau, Amanda Ritter, die dann aber den Namen Edith Prior annimmt, über Korruption und die Gründung der Fraktionen spricht. Die Stadt sei abseits der restlichen Welt gelegen, damit sich eine neue Moral und Frieden bilden konnten. Die Amite seien außerdem beauftragt, die Tore nach draußen für immer zu öffnen, sobald sich genug Unbestimmte zeigten, um so die Gesellschaft Chicagos wieder mit der der restlichen Welt zu vereinigen.

## Fortsetzung
Im dritten Band der Romanreihe, Die Bestimmung – Letzte Entscheidung (Originaltitel: Allegiant), wird die Handlung direkt fortgesetzt. Der Roman erschien 2013 in den USA und im März 2014 in Deutschland. In diesem Teil erkunden Tris und Tobias (Four) die Welt außerhalb des Zaunes.

## Auflage und Ausgaben

### Englische Ausgaben
- Veronica Roth: Insurgent. Katherine Tegen Books, New York 2012, ISBN 978-0-06-202404-6.

### Deutsche Ausgaben
- Veronica Roth: Die Bestimmung – Tödliche Wahrheit. (deutsch von Petra Koob-Pawis), cbt-Verlag, München 2012, ISBN 978-3-570-16156-2 (Gebundene Ausgabe).
- Veronica Roth: Die Bestimmung – Tödliche Wahrheit. Goldmann, München 2014, ISBN 978-3-442-48062-3 (Taschenbuch).

## Verfilmung
Nach dem Erfolg des ersten Spielfilms, Die Bestimmung – Divergent, wurde im März 2014 die Fortsetzung Insurgent für den 20. März 2015 angekündigt. Schon zuvor wurde bekannt, dass Neil Burger nicht als Regisseur zurückkehren, sondern Robert Schwentke diesen Posten übernehmen wird.